# Acanthephippium striatum
Acanthephippium striatum Lindl. 1838  es una orquídea de hábito terrestre originaria de Asia.

## Descripción
Es una planta  de tamaño mediano que prefiere el clima cálido  al fresco, es de hábito terrestre con un pseudobulbo cónico  envuelto en vainas de color violeta con estrías y con una o dos hojas elípticas, acuminadas  que se estrechan en un pecíolo alargado. Florece en la primavera y verano en una erecta inflorescencia de 4 cm de largo con flores de 3.75 cm de longitud.

## Distribución y Hábitat
La planta se encuentra en las estribaciones subtropicales del Himalaya, en Assam, el Himalaya oriental, Baja India, Birmania, Tailandia, Malasia, Vietnam, Java, China y Taiwán en los suelos que son constantemente humedecidos por la niebla y a lo largo de empinadas elevaciones en las salpicaduras de los cursos de agua desde 660 hasta 2000 m s. n. m.

## Taxonomía
Acanthephippium striatum fue descrita por  John Lindley  y publicado en Edwards's Botanical Register 24(Misc.): 41. 1838.
Etimología
Acanthephippium: nombre genérico que procede de las palabras griegas: " acanthos " = " espinoso " y " ephippion " = " sillín "" asiento ", en referencia a la estructura del labelo que se asemeja a una silla de montar.
striatum: epíteto latino que significa "con estrías".
Sinonimia
Los siguientes nombres se consideran sinónimos de Acanthephippium striatum:
- Acanthephippium simplex Aver. 1994;
- Acanthophippium striatum Lindl. 1838;
- Acanthephippium unguiculatum (Hayata) Fukuy. 1934;
- Tainia unguiculata Hayata 1914[1][4][5]